# عربان
قرية عريان هي إحدى القرى التابعة لمركز فوه في محافظة كفر الشيخ في جمهورية مصر العربية. حسب إحصاءات سنة 2006، بلغ إجمالي السكان في عريان 3282 نسمة، منهم 1649 رجل و1633 امرأة.